# It Never Went Away
It Never Went Away ist ein von Jon Batiste und Dan Wilson für den Dokumentarfilm American Symphony (2023) geschriebenes Lied. Der Filmsong wurde für die Oscarverleihung 2024 als bester Filmsong für einen Oscar nominiert.

## Einordnung
Während der Film American Symphony die Ehe zwischen Batiste und Suleika Jaoaud dokumentiert, während Jaoaud mit Leukämie kämpft, soll das Lied eine heitere, alles überdauernde Liebe jenseits der Beschränkungen der körperlichen Welt feiern. Inspiriert ist die Klavier-Ballade durch Schlaflieder, die Batiste seiner Frau schrieb und spielte, um ihr beim Überleben zu helfen.

## Veröffentlichung
Das Lied wird am Ende des Films gespielt, nachdem Jon Batistes titelgebende Symphonie in der Carnegie Hall von einem Orchester gespielt wurde. It Never Went Away bringt hierbei nicht nur die Musik herunter von einem ganzen Orchester auf ein Klavier, sondern soll die dokumentierten Geschehnisse zusammenfassen.
Im November 2023 veröffentlichte Jon Batiste die Single It Never Went Away.

## Auszeichnungen
- Oscar 2023: Nominierung für den Oscar für den besten Filmsong[5]
- Grammy Awards 2025: Auszeichnung als Best Song Written For Motion Picture, Television Or Other Visual Media (Jon Batiste, Dan Wilson)[6]